# Philondenx
Philondenx är en kommun i departementet Landes i regionen Nouvelle-Aquitaine i sydvästra Frankrike. Kommunen ligger i kantonen Geaune som tillhör arrondissementet Mont-de-Marsan. År 2022 hade Philondenx 189 invånare.

## Befolkningsutveckling
Antalet invånare i kommunen Philondenx
Referens:INSEE